# Lijst van Roemeense autosnelwegen

Het snelwegennet in Roemenië

Het snelwegennet in Roemenië (met wegnummers)

De autosnelwegen in Roemenië (Roemeens: autostrăzi) vormen een netwerk dat nog niet enorm ontwikkeld is. Het bestaat uit momenteel 3 wegen vanaf de hoofdstad Boekarest en een aantal losse stukken. Het netwerk bestond in juni 2024 uit 1101 kilometer autosnelwegen en 797 autosnelwegen in aanbouw. Het netwerk is op 2 punten aangesloten op buitenlandse snelwegennetten, die beide met Hongarije zijn. Met hulp van de Europese Unie wordt het huidige netwerk uitgebreid.
Het snelheidslimiet op de autosnelwegen is 130km/h. Voor de expreswegen geldt een limiet van 120km/h.
De autosnelwegen hebben de 'A' prefix van autostradă. De wegen worden aangegeven met een groen schildje met witte letters.  Deze prefix verschijnt ook op de bewegwijzering. 
De expreswegen hebben de 'DEx' prefix van drum expres. Deze hebben een rood DEx-schildje met witte letters. Expreswegen worden ook wel autowegen genoemd. Ze hebben blauwe bewegwijzering met witte letters, en worden aangegeven door een blauw bord met daarop een wit autosnelwegsymbool.
Alle auto's moeten een tolvignet kopen om op de autosnelwegen en nationale wegen in Roemenië te mogen rijden. Dit vignet, genaamd rovigneta, kan bij tankstations en postkantoren worden gekocht.
De enige uitzonderingen zijn bruggen over de Donau, zoals die bij Cernovodă. 
| Schild | Nummer | Naam                         | Route | Lengte | Geplande lengte |
| ------ | ------ | ---------------------------- | --- | ------ | --------------- |
|        | A0     | Autostrada Centura București | Rondweg van Boekarest                                                                                          | 20 km  | 101 km          |
|        | A1     | Autostrada Banat             | Boekarest - - Pitești - Curtea de Argeș - Sibiu - Sebeș - Deva - Lugoj - Timișoara - Arad - Hongarije          | 456 km | 578 km          |
|        | A2     | Autostrada Soarelui          | Boekarest - Fetești-Gară - Cernavodă - Constanța -                                                             | 203 km | 203 km          |
|        | A3     | Autostrada Transilvania      | Boekarest - -Ploiești - Brașov - Făgăraș - Sighișoara - Târgu Mureș - Cluj-Napoca - Zalău - Oradea - Hongarije | 203 km | 588 km          |
|        | A4     | Autostrada Litoral           | Ovidiu - Constanța - Agigea - Mangalia - Bulgarije                                                             | 22 km  | 60 km           |
|        | A6     | Autostrada Sud               | Boekarest - Alexandria - Craiova - Filiaşi - Drobeta-Turnu Severin - Orşova - Caransebeș - Lugoj -             | 11 km  | 475 km          |
|        | A7     | Autostrada Moldovei          | - Ploiești - Buzău - Focșani - Bacău - Roman - Pașcani - Suceava - Siret - Oekraïne                            | 16 km  | 437 km          |
|        | A8     | Autostrada Unirii            | - Târgu Mureș - Poiana Largului - Târgu Neamț - Pașcani - Iași - Moldavië                                      | 0 km   | 310 km          |
|        | A9     | Autostrada A9                | - Timișoara - Moravița - Servië                                                                                | 0 km   | 70 km           |
|        | A10    | Autostrada A10               | - Sebeș - Alba Iulia - Aiud - Turda -                                                                          | 70 km  | 70 km           |
|        | A11    | Autostrada A11               | - Arad - Chișineu-Criș - Salonta - Oradea -                                                                    | 2 km   | 135 km          |
|        | DEx4   | Drum Expres 4                | A3 - DN1 | 4 km   | 4 km            |
|        | DEx6   | Drum Expres 6                | Galați - Brăila                                                                                                | 11 km  | 11 km           |
|        | DEx12  | Drum Expres 12               | - Piteşti - Slatina - Balş - Craiova -                                                                         | 72 km  | 121 km          |
|        | DEx16  | Drum Expres 16               | - Oradea | 19 km  | 19 km           |